# 旧生方家住宅
旧生方家住宅（きゅううぶかたけじゅうたく）は、群馬県沼田市西倉内町594の沼田公園内にある古民家。
棟札など建造年代を示す資料は現存しないが、建築的特徴から17世紀末頃の建築であると推定される。東日本最古の町屋として貴重であるとされ、1970年（昭和45年）6月17日、国の重要文化財に指定された。

## 歴史

### 薬種商時代

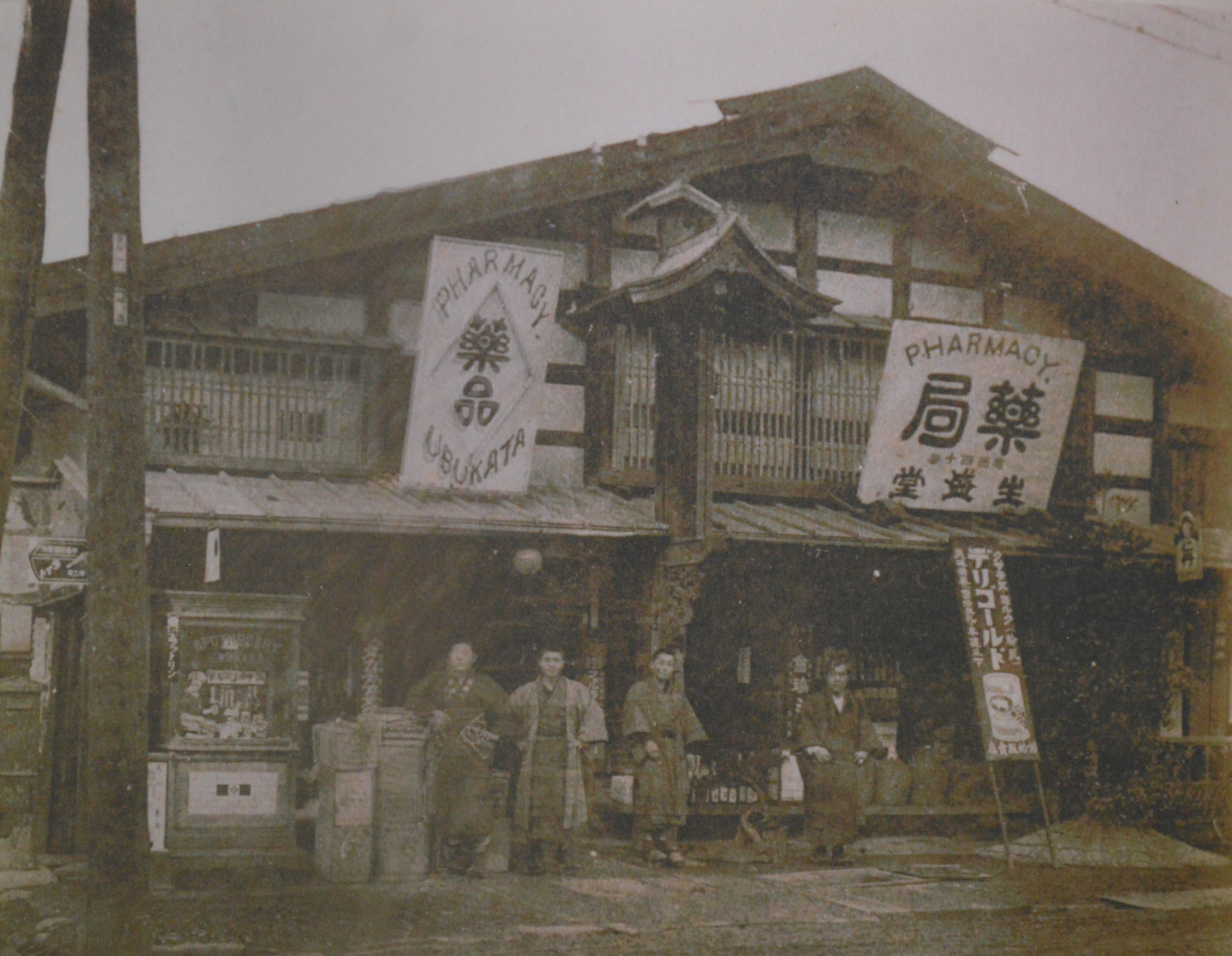
薬種商時代

生方家は真田氏の沼田城入城以来代々薬種商を営み、沼田藩御用達を務めたと伝わる旧家である。生方家の当主としては、沼田町長や国家公安委員を務めた生方誠などがいる。
薬種商時代の所在地は沼田市上之町199番地である。国道120号に面した角地に建っていたことから、屋号を「かどふぢ」と称した。

### 移築後
1970年（昭和45年）6月17日、国の重要文化財に指定された。1973年（昭和48年）、沼田市西倉内町の沼田公園内に移築された。上之町の跡地には生方記念文庫が開設された。

## 建築

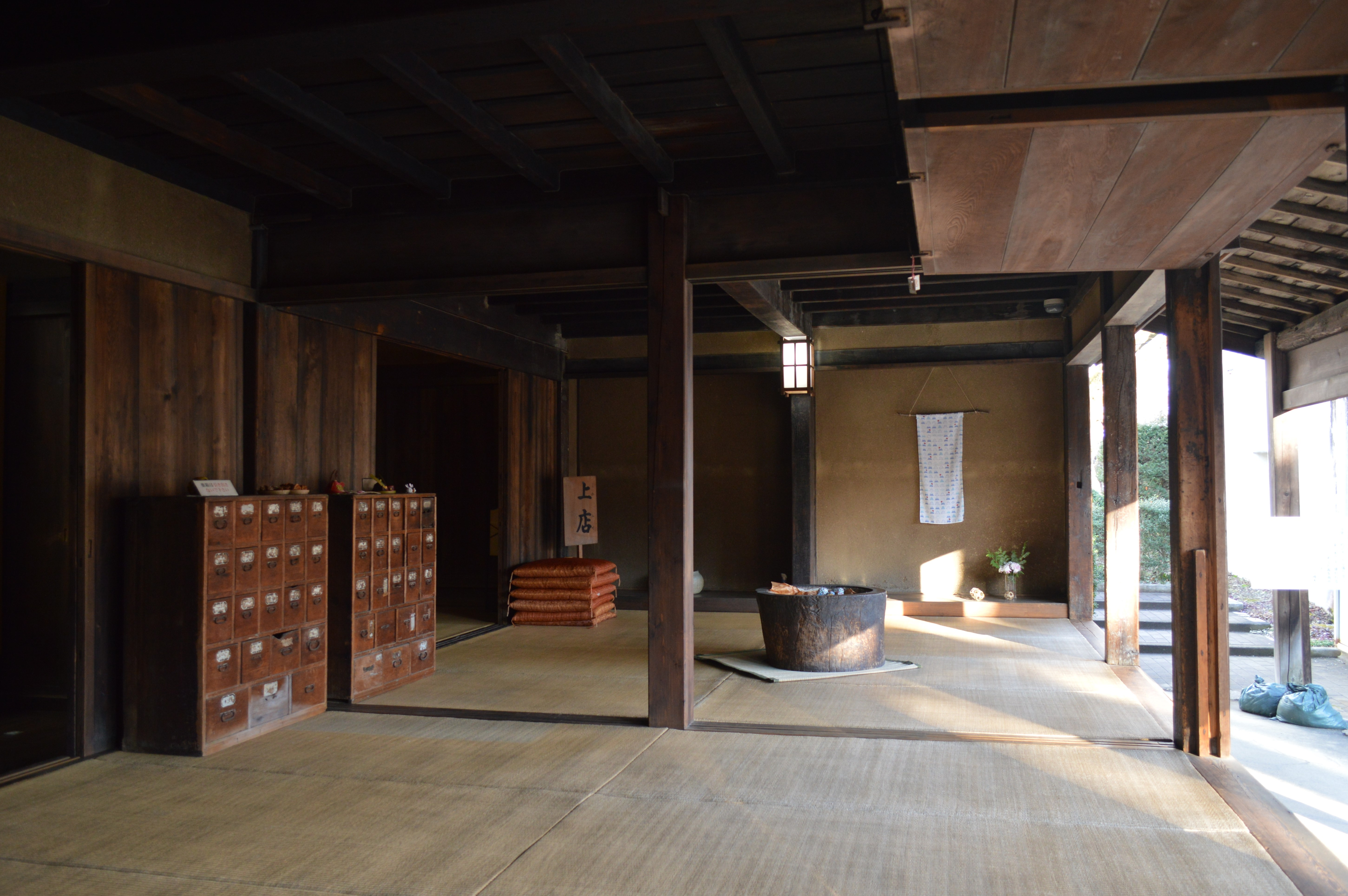
ミセ（上店）

切妻造妻入りで、建築面積は240.75平方メートル。間口（梁間）六間（12.0メートル）、奥行き（桁行）十間（18.9メートル）。軒高4.206メートル、総高6.015メートル。
屋根は大正時代に亜鉛引鉄板葺に改められていたが、栗板を並べた上に人頭大の石を置いて押さえた板葺屋根に復元されている。
全国の町屋に典型的に見られる、間口の片側に寄せて出入口を開き、細長い土間を裏側の外庭まで通じさせた「通り庭式」という間取りである。通りに面した開口部には蔀戸を採用していた。
柱は檜と雑木の混用材で、4.4寸（約13.4センチメートル）角の一般民家より太いものを用い、当初材は釿仕上げとなっている。

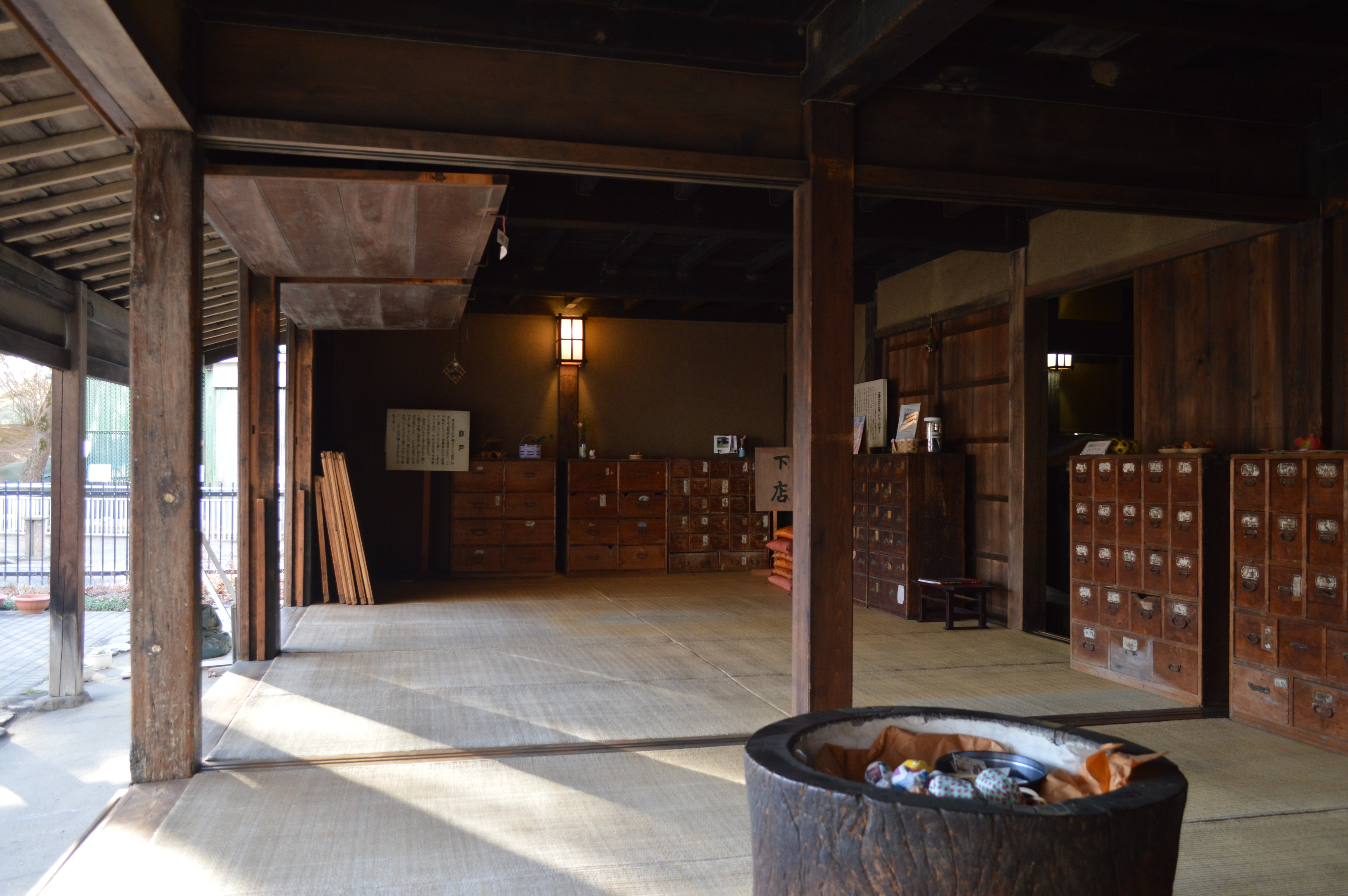
ミセ（下店）
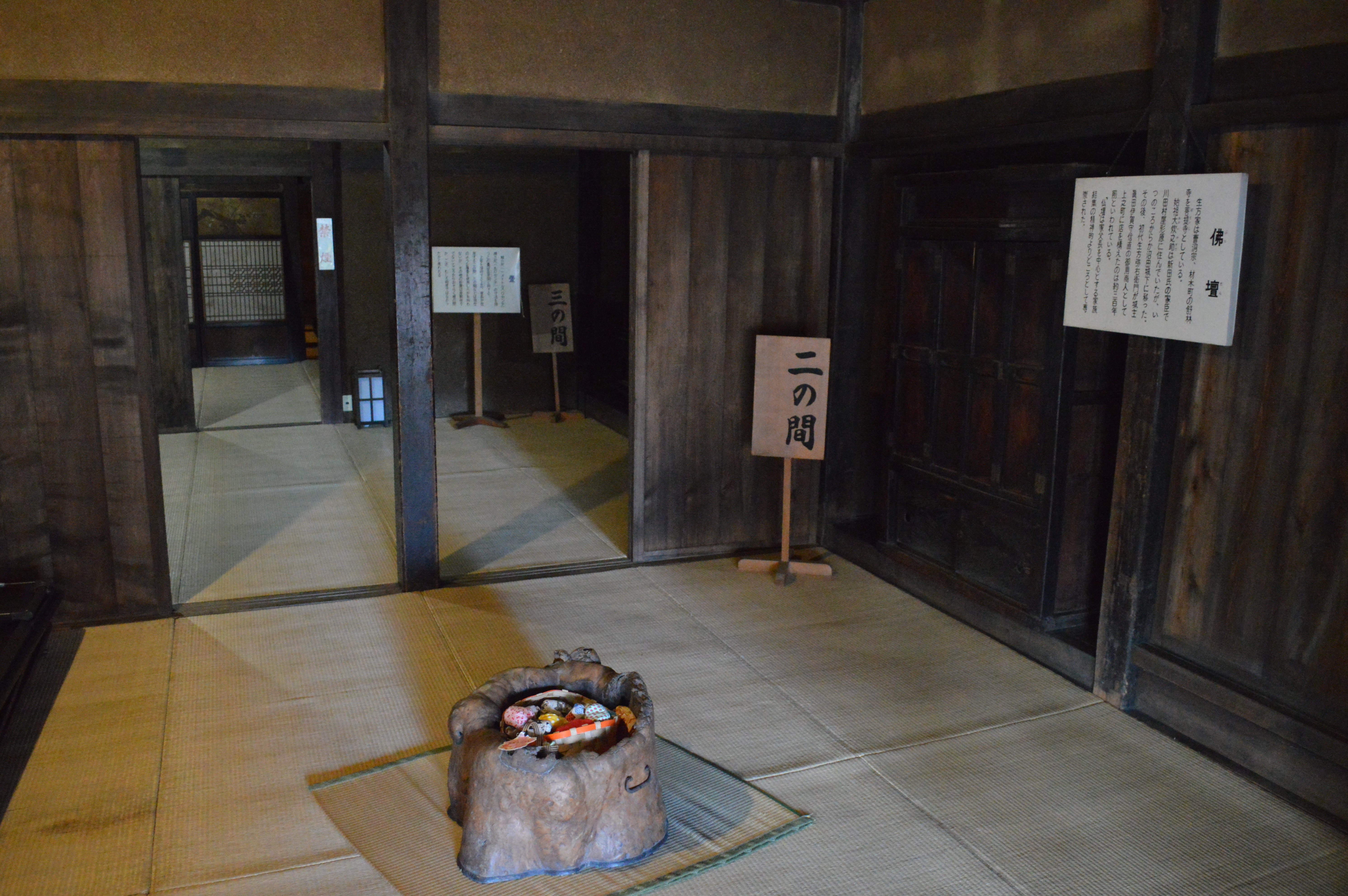
二の間
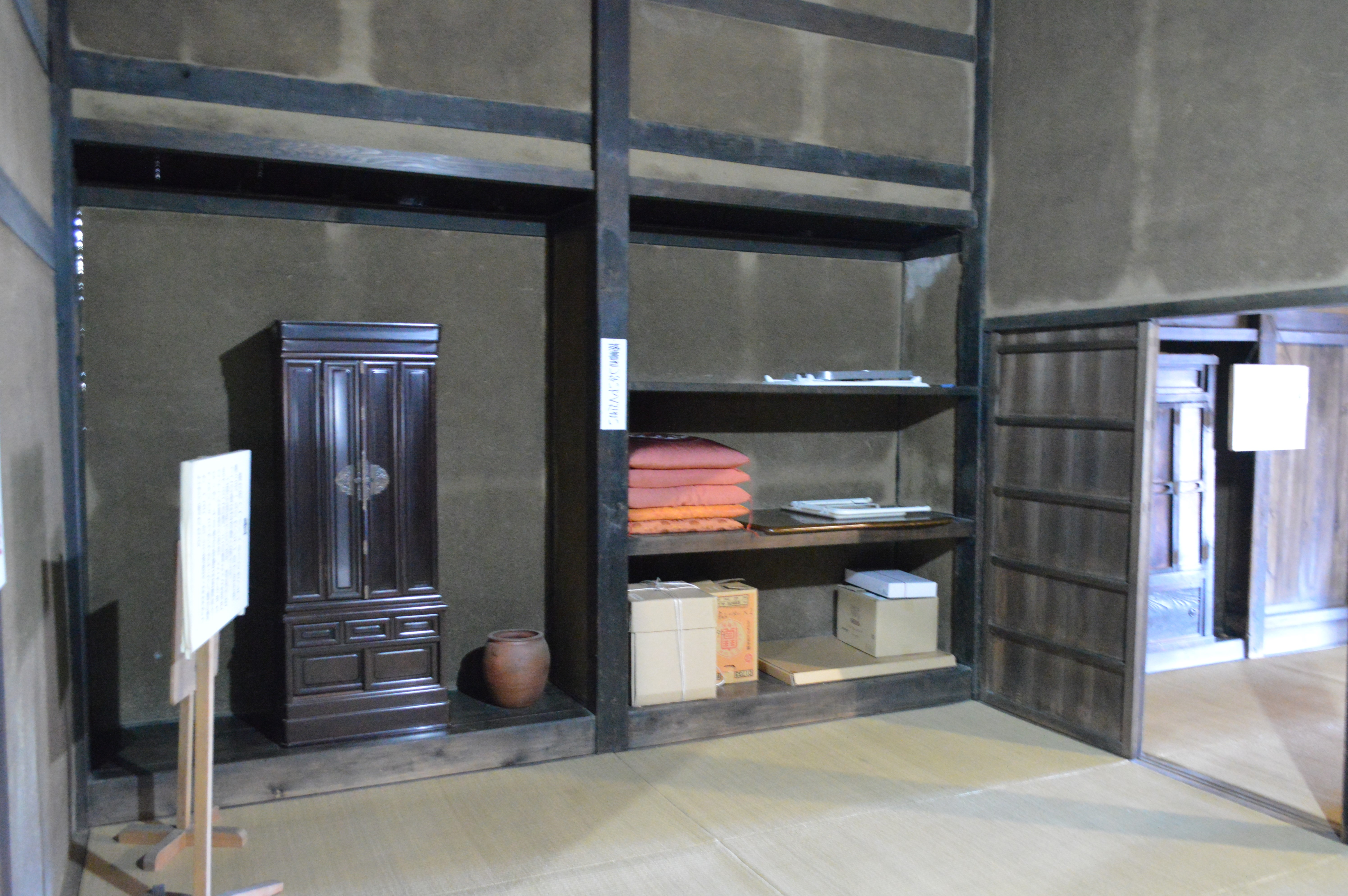
三の間
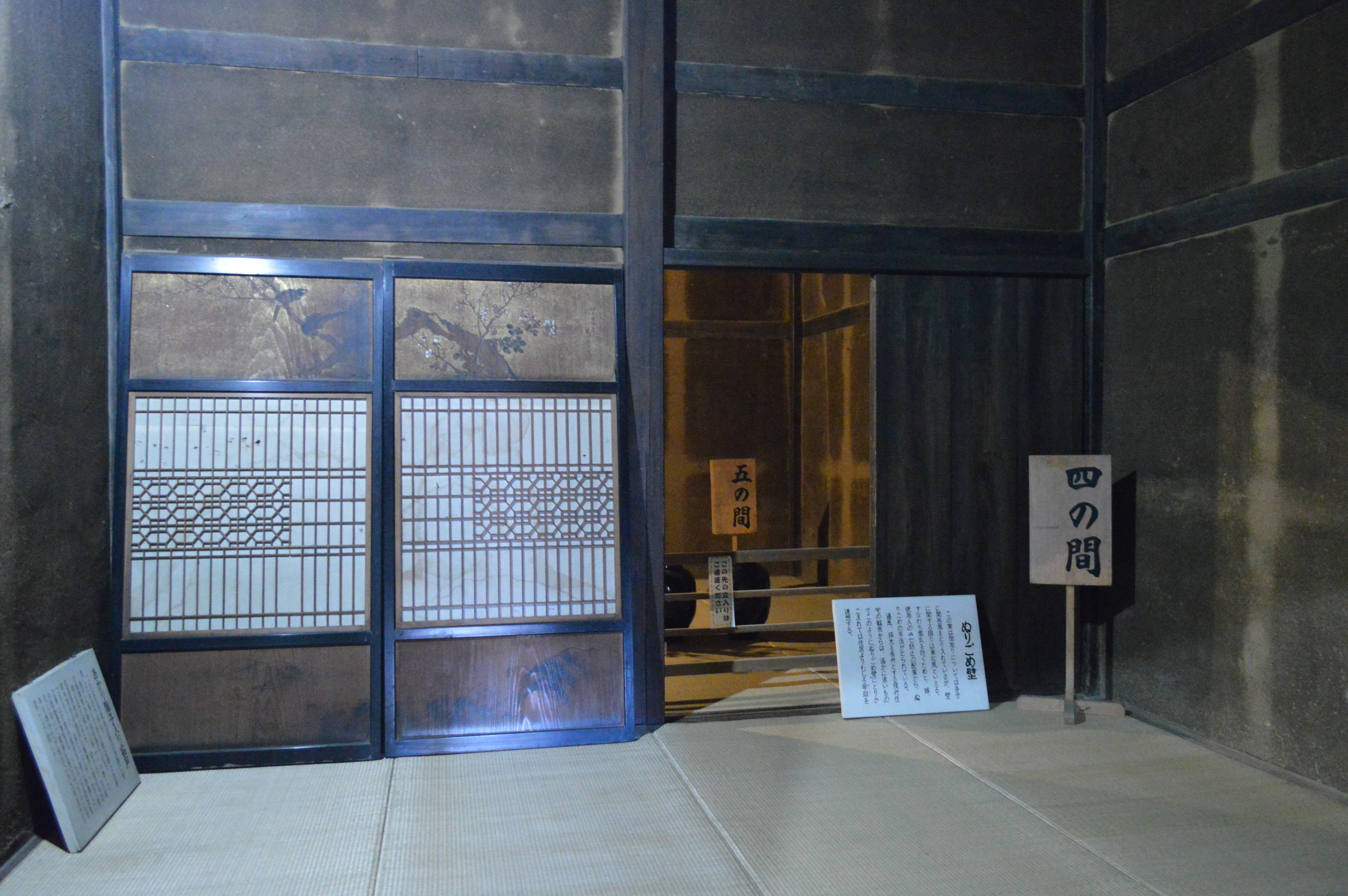
四の間
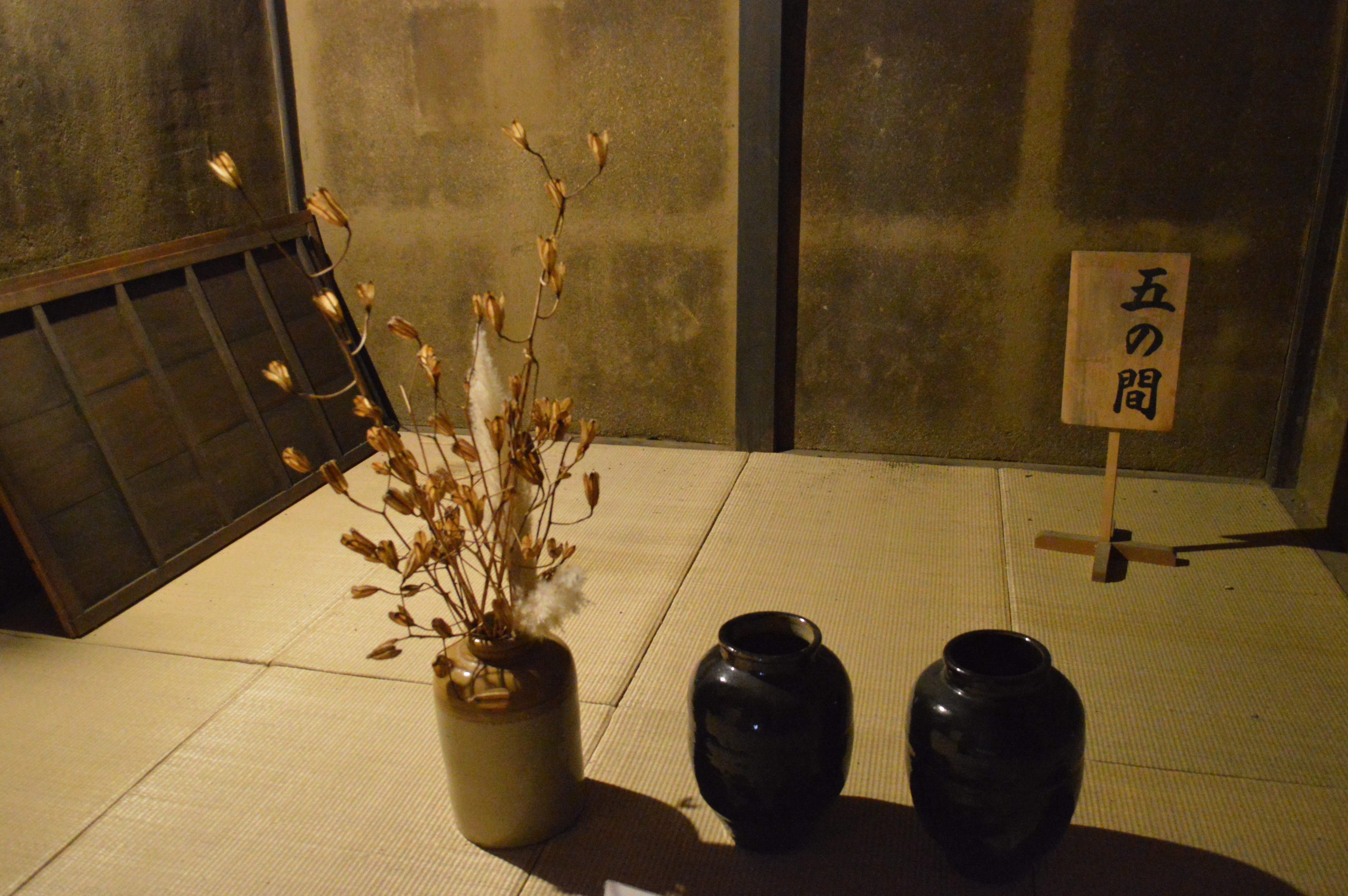
五の間
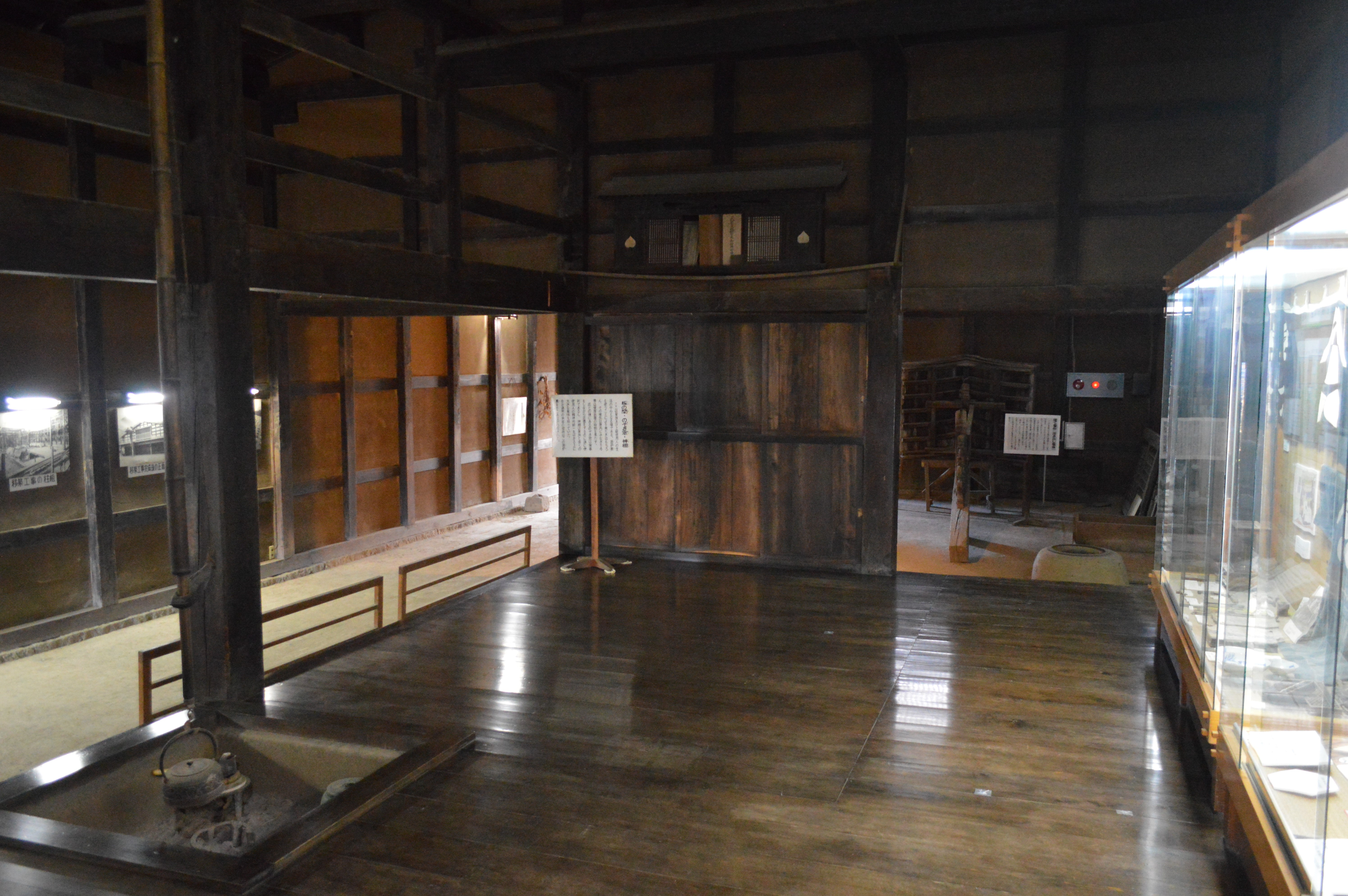
板の間
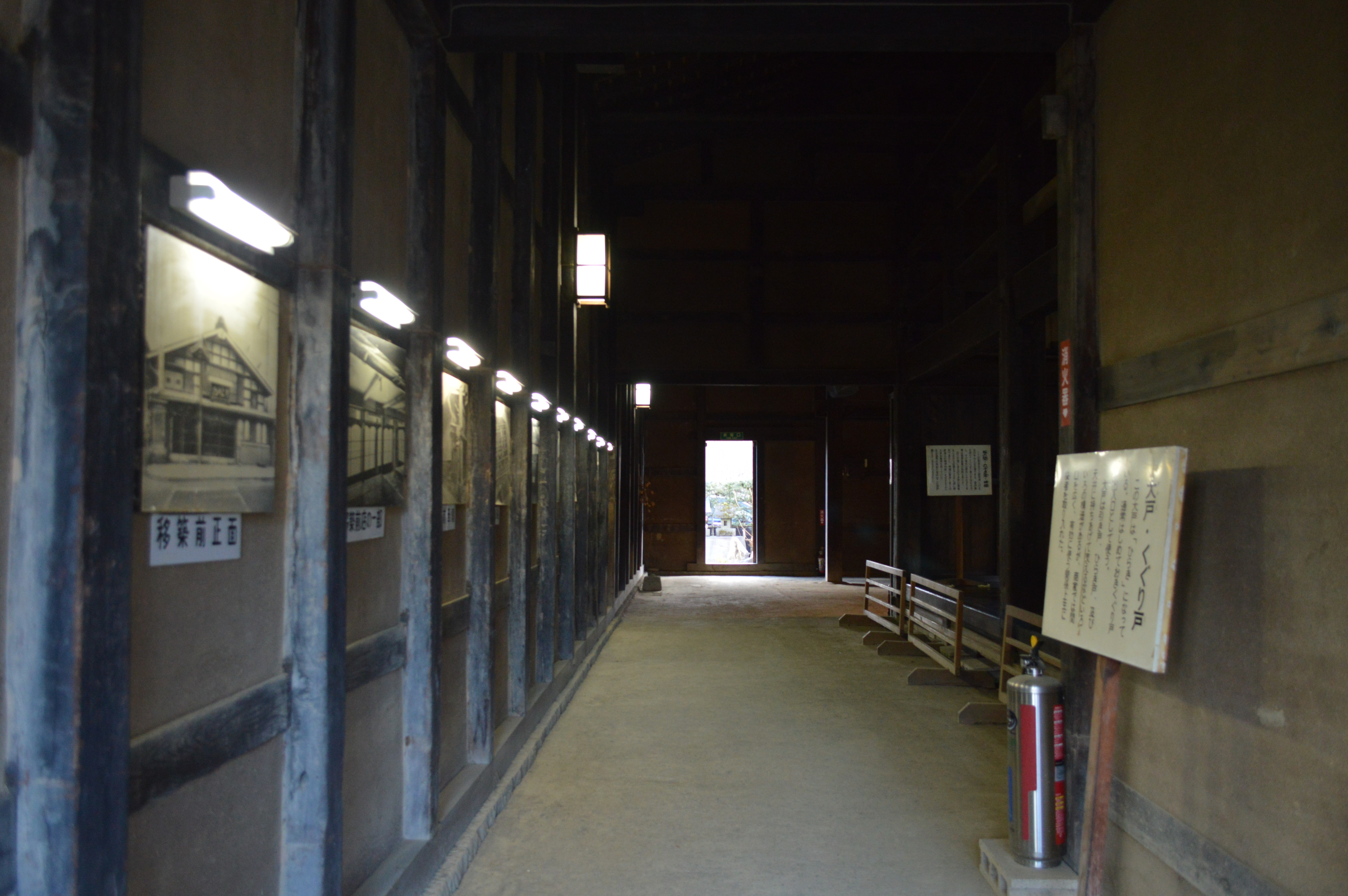
土間
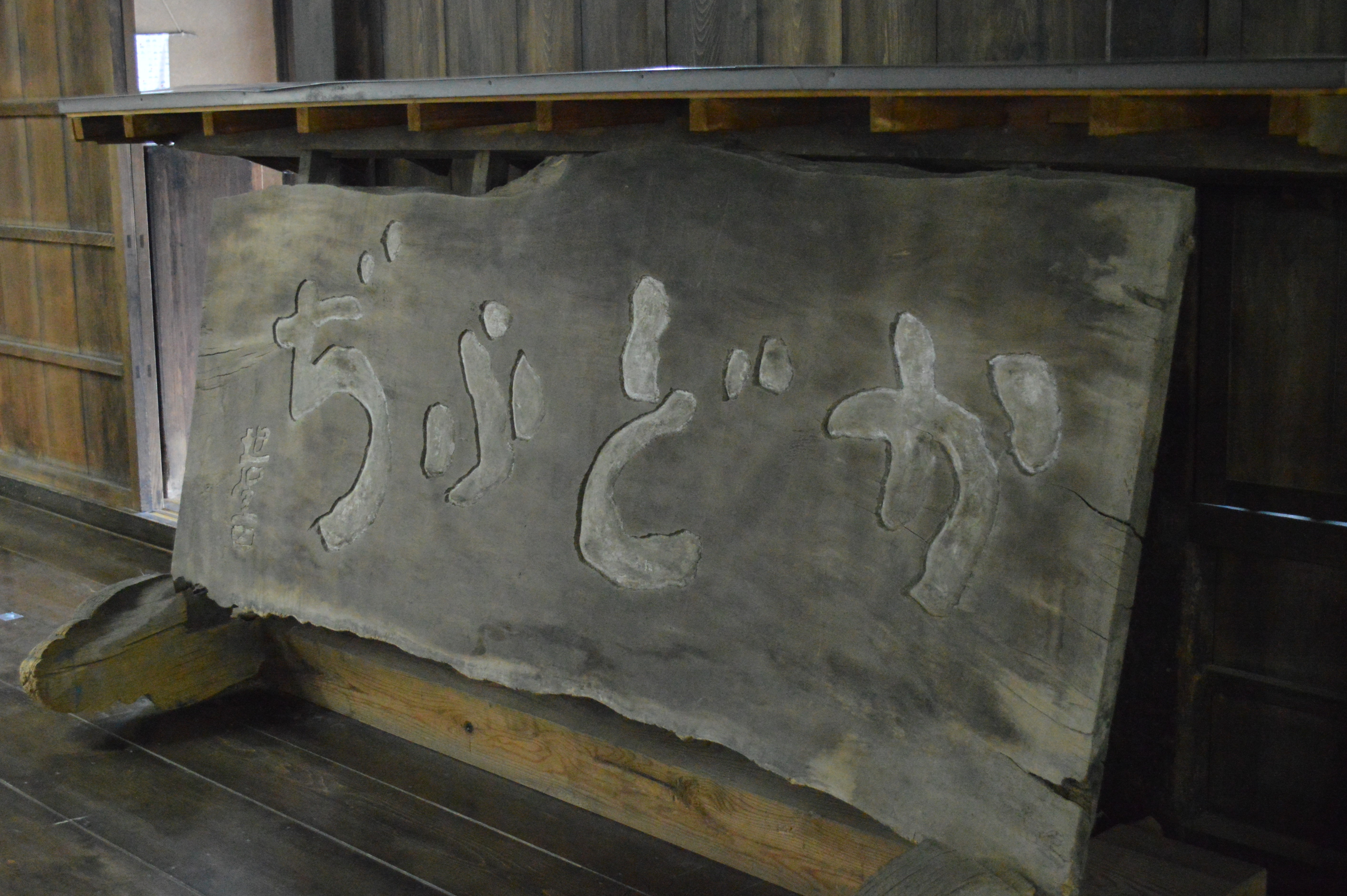
「かどふぢ」看板
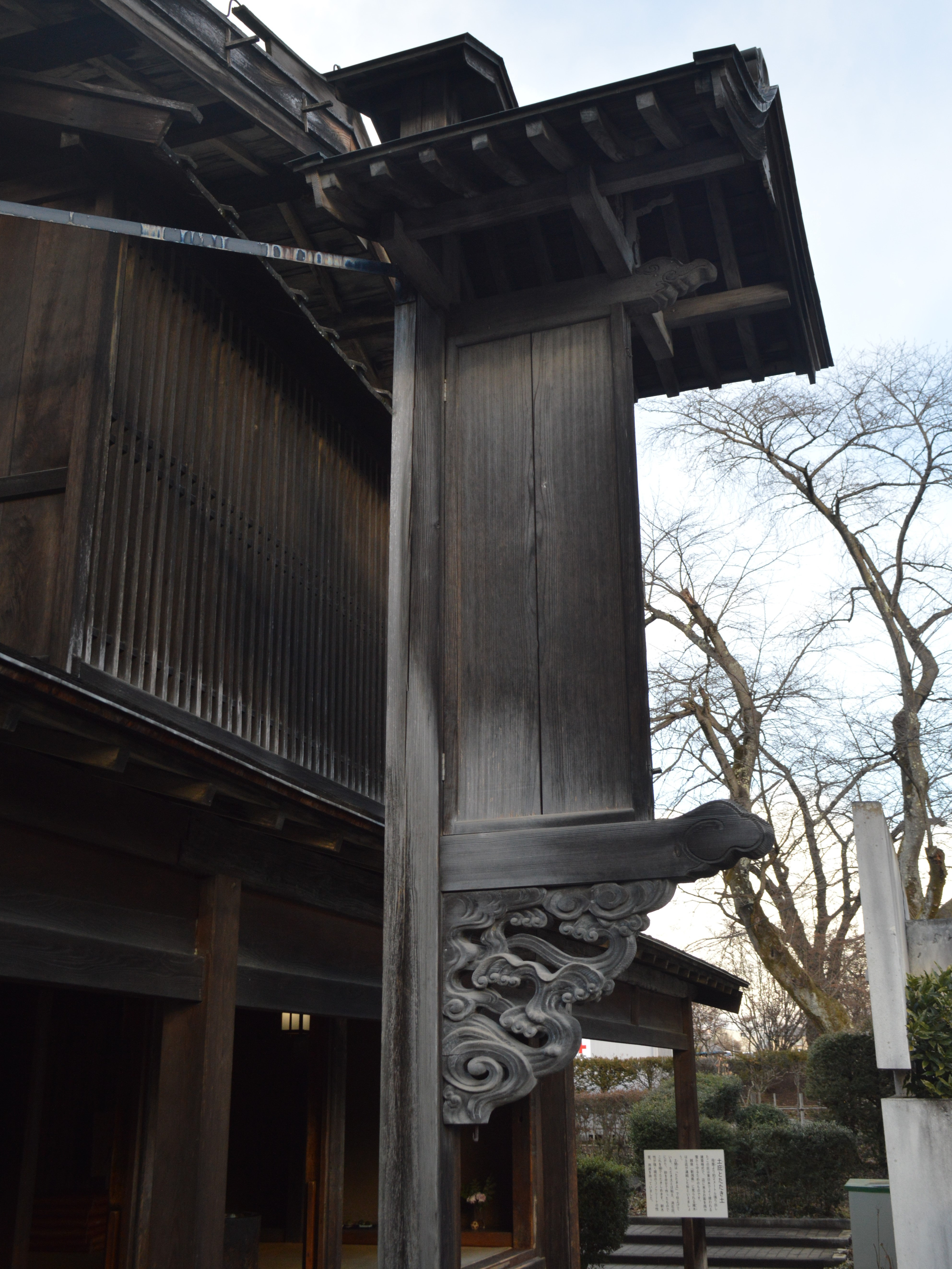
薬看板